# Katharine Burdekin
Katharine Penelope Burdekin, född Cade 23 juli 1896 i Spondon vid Derby, död 10 augusti 1963 i Suffolk, var en brittisk författare.
Burdekin sändes som ung mot sin vilja till Cheltenham Ladies' College, trots att hon önskade studera vid Oxfords universitet i likhet med sina äldre bröder. År 1915 blev hon bortgift med juristen Beaufort Burdekin, men äktenskapet upplöstes 1922, samma år som hon debuterade som romanförfattare. Hon levde i en lesbisk relation från 1926 till sin död.
Burdekins hela författarskap präglas av feminism och antifascism. Hon utgav ytterligare nio romaner fram till 1940, de fyra sista under pseudonymen "Murray Constantine". Särskilt känd är romanen Swastika Night (1937), en dystopisk framtidsskildring i vilken världsherraväldet är delat mellan Nazityskland och Japan. I denna skildring dyrkas Adolf Hitler som en gudom, judarna är utrotade och kvinnor hålls i slaveri som avelsdjur.
Burdekin blev på grund av sina åsikter starkt kontroversiell och hennes senare verk blev av denna anledning refuserade. Hon skrev minst sex outgivna romaner, av vilka en, The End of This Day's Business, utgavs postumt 1989. Denna roman är en skildring av en framtid då män fråntagits all politisk och ekonomisk makt.